# 姚士昌
姚士昌（？—？），男，中华人民共和国农民、政治人物，曾任山东蓬莱县团结公社团结大队党支部书记，山东省革命委员会副主任，第四、五届全国人大代表、常委会委员。因谎称“发现了花生夜间开花的科学规律”，一度被吹捧为“花生大王”、“杰出的农民科学家”。